# Dine Alone Records
Dine Alone Records est un label discographique indépendant canado-américain de punk hardcore et rock alternatif. Il est formé par Joel Carriere d'Alexisonfire, Joel Carriere, dans sa maison à Saint Catharines, en Ontario, Canada.

## Histoire
Dine Alone est né dans la maison du fondateur Joel Carriere à Saint Catharines, en Ontario. Après des années passées à occuper divers postes dans l'industrie musicale canadienne et à créer son propre site web culturel et sa propre société de promotion, Joel Carriere lance Dine Alone Records en 2005. Avec un nom tiré de la chanson Dine Alone du groupe de post-hardcore Quicksand, et un groupe de fondateurs ayant des liens avec la scène heavy nord-américaine, Dine Alone a travaillé avec des artistes tels que The Fullblast, Johnny Truant, City and Colour et Attack in Black.
Dine Alone élargit rapidement son répertoire, qui comptait à l'origine City and Colour, Arkells et Bedouin Soundclash, à plus de 50 artistes nationaux et internationaux. Dans le rapport de fin d'année 2013 de Nielsen Soundscan, Dine Alone Records a été nommé le premier label indépendant et le quatrième label au Canada. En 2013, le label s'étend à Nashville, puis à Los Angeles en 2014.
En 2015, Dine Alone Records lance une série d'événements et de projets pour célébrer son dixième anniversaire, notamment Wax on Wheels - le magasin de disques mobile officiel du label. Dine Alone Records est nommé indépendant canadien de l'année aux Canadian Music Industry Awards pour la deuxième année consécutive en mai 2015.

## Groupes notables
- Alexisonfire (split EP avec Moneen et dernier album, Old Crows / Young Cardinals)
- Arkells
- Attack In Black
- Bedouin Soundclash
- Black Lungs
- Casey Baker and the Buffalo Sinners
- City and Colour
- Johnny Truant
- Moneen (seulement le split EP avec Alexisonfire)
- Sleepy Sun
- The End
- The Fullblast (Présentement en hiatus)